# 3769 Артурміллер
3769 Артурміллер (3769 Arthurmiller) — астероїд головного поясу, відкритий 30 жовтня 1967 року чехословацьким астрономом Любошем Когоутеком. Названий на честь американського драматурга і прозаїка Артура Міллера. 
Тіссеранів параметр щодо Юпітера — 3,604.